# André Astorga
André Junior Izepon Astorga, meglio noto come André Astorga (Santa Fé, 7 gennaio 1980), è un ex calciatore brasiliano, di ruolo attaccante.

## Carriera
Ha giocato nella seconda divisione tedesca e nella massima serie dei campionati rumeno e brasiliano.